# IDET
IDET, acronimo per l'inglese Intra-Discal Electrothermal Therapy è una tecnica mininvasiva per il trattamento per via percutanea del dolore di natura discogena.
La metodica consiste nel posizionare, sotto guida radioscopica, un catetere nel disco intervertebrale da trattare.
Attraverso il catetere viene introdotta una sonda spiraliforme che raggiunge la parte esterna del disco. Viene a quel punto riscaldato fino a 60-80 °C in modo tale da lesionare i nervi che trasmettono l'informazione algica.